# مناره چهل دختران
مناره چهل دختران که با نام گارلند نیز شناخته می‌شود، مربوط به سدهٔ ۶ ه‍.ق است و در اصفهان، میدان قدس (طوقچی)، خیابان سروش، منار چهل دختران واقع شده و این اثر در تاریخ ۱۵ آذر ۱۳۱۴ با شمارهٔ ثبت ۲۳۱ به‌عنوان یکی از آثار ملی ایران به ثبت رسیده‌است.
در سال ۱۳۹۰ شهرداری اصفهان یک خیابان فرعی بین خیابان کمال و خیابان سروش مقابل مسجدالغفور احداث کرد به نام خیابان صاحب الزمان، این خیابان از کنار این منار رد شده‌است. سال تأسیس: ۵۰۱ هجری (دوره پادشاهی سلطان محمد بن ملکشاه سلجوقی) تزئینات این مناره آجری است و به سه کتیبه مزین است که دو تای آن به خط کوفی و یکی به خط نسخ است، مناره چهل دختران در محله جوباره قرار گرفته و از نظر قدمت دومین مناره تاریخ داری است که در ایران شناخته شده‌ است. 
ای

## بازکردن بخت دختران
داستان‌های جالبی در مورد این منار بیان می‌شود، گویا در گذشته اهالی اصفهان اعتقاد داشته‌اند که این منار بخت دختران را باز می‌کند، رسمی در گذشته رواج داشته به این شکل که دختران دم بخت یا یه کم از زمان بختشون گذشته مقداری گردو می‌خریدند و در پای و پله‌های این منار گردوها را شکسته و همراه کشمش به عابران و مردم تعارف می‌کردند تا بختشان برای ازدواج باز شود.

## چرا گارلند؟
ساکنین اطراف این مناره آن را به نام گارلند هم می‌نامند. حدود اوایل قرن بیستم مسیحی در یکی از خانه‌های مجاور این مناره یکی از مبلغین انگلیسی پروتستان مذهب به نام گارلند (J.L.Garland) سکونت داشته و کار رسمی او تبلیغ یهودیان اصفهان به آئین مسیحیت بوده‌است. وی زبان فارسی را به‌خوبی صحبت می‌کرده و مدت مدیدی در این محل ساکن بوده‌است و بر اثر تبلیغ او عده‌ای یهودی مسیحی شده‌اند. گارلند پس از وفات در قبرستان ارامنه مدفون شده‌است. عمارتی که محل سکونت او بوده‌است هنوز به نام عمارت گارلند نامیده می‌شود. متأسفانه در زمان محل عمارت گارلند نامشخص می‌باشد و تخریب و تبدیل به منزل مسکونی شده‌است.

## کتیبه‌های این مناره
کتیبه فوقانی مناره به خط کوفی آجری برجسته بر زمینه آجری پنج آیه اول سوره طه نوشته شده‌است. اولین کتیبه که به خط کوفی است شامل آیات ۲، ۳ و ۴ از سوره طه است. کتیبه دیگر که به خط نسخ است، شامل عبارات مذهبی است که قسمت هائی از آن محو شده‌است. سومین قسمت که به خط کوفی است تاریخ ۵۰۱ هجری را برخود دارد. اکثر پژوهشگران ارزش اصلی کتیبه‌های این‌مناره را در خط نسخ آن می‌دانند چرا که این ویژگی منار چهل دختران را منحصر بفرد کرده‌است.
در پژوهش‌های دیگر به نظر می‌رسد که کتیبه خط نسخ نیست و خط ثلث ابتدایی می‌باشد. 

## نگارخانه

نمای مناره از پایین.
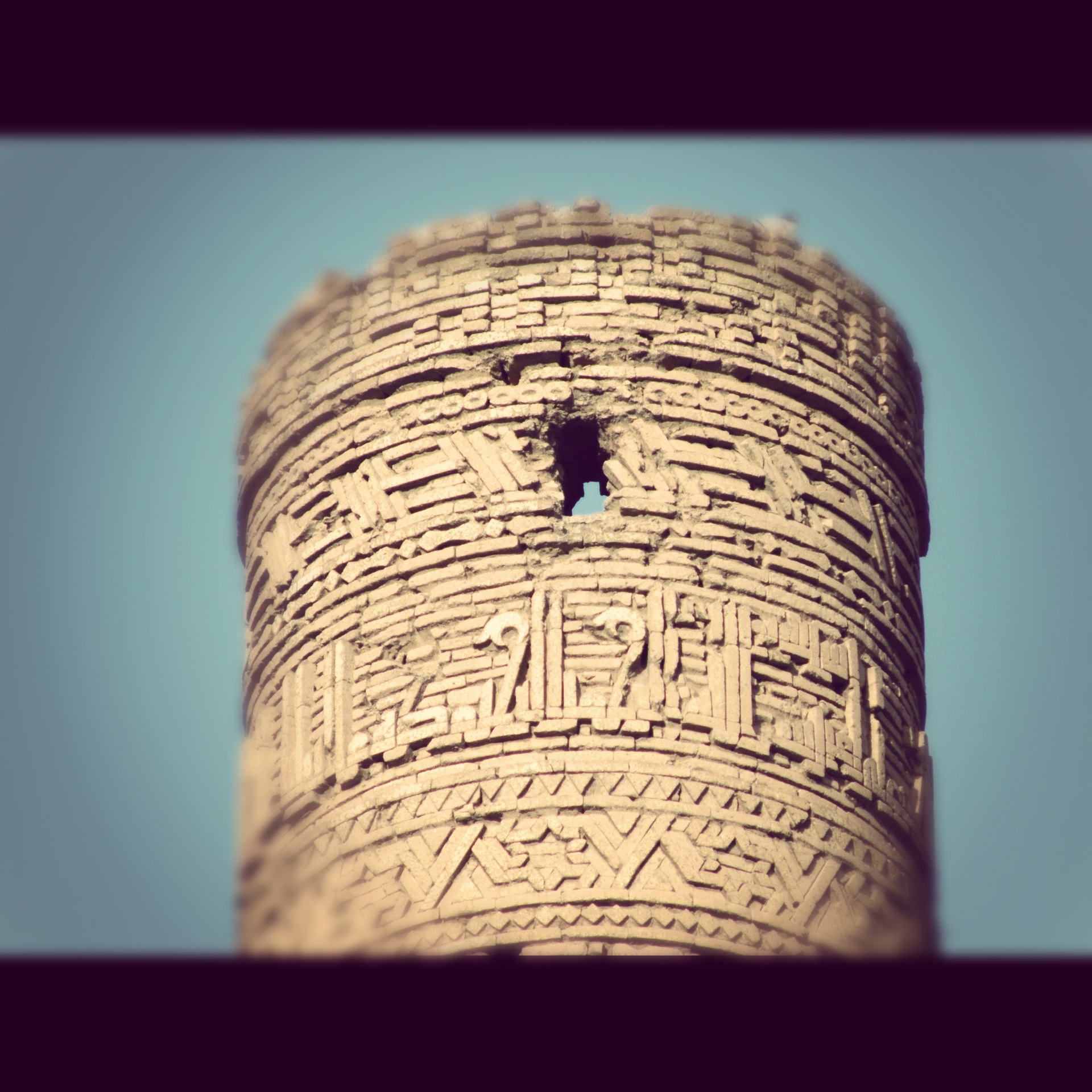
نوک مناره.
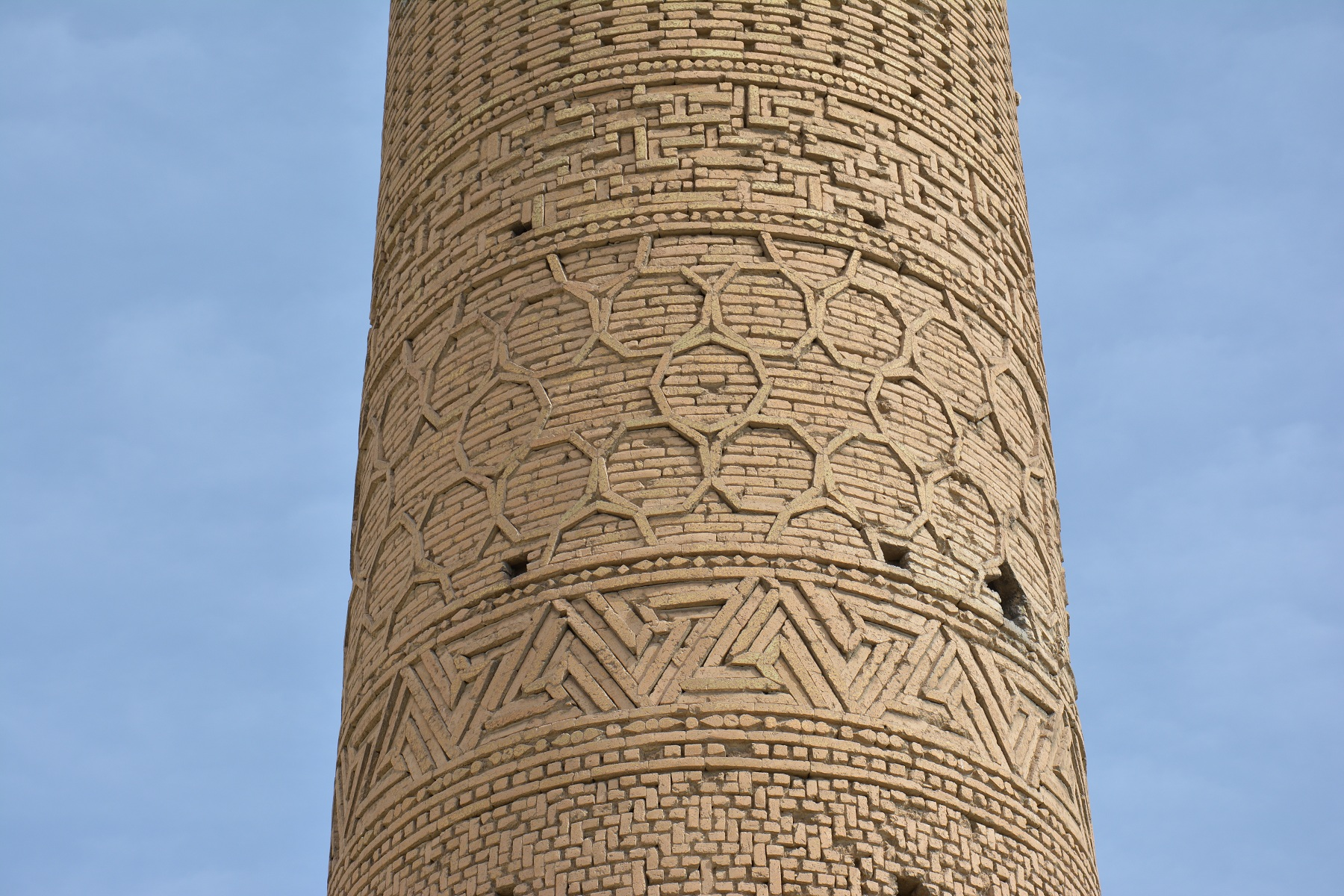
تزئینات بخش میانی مناره.
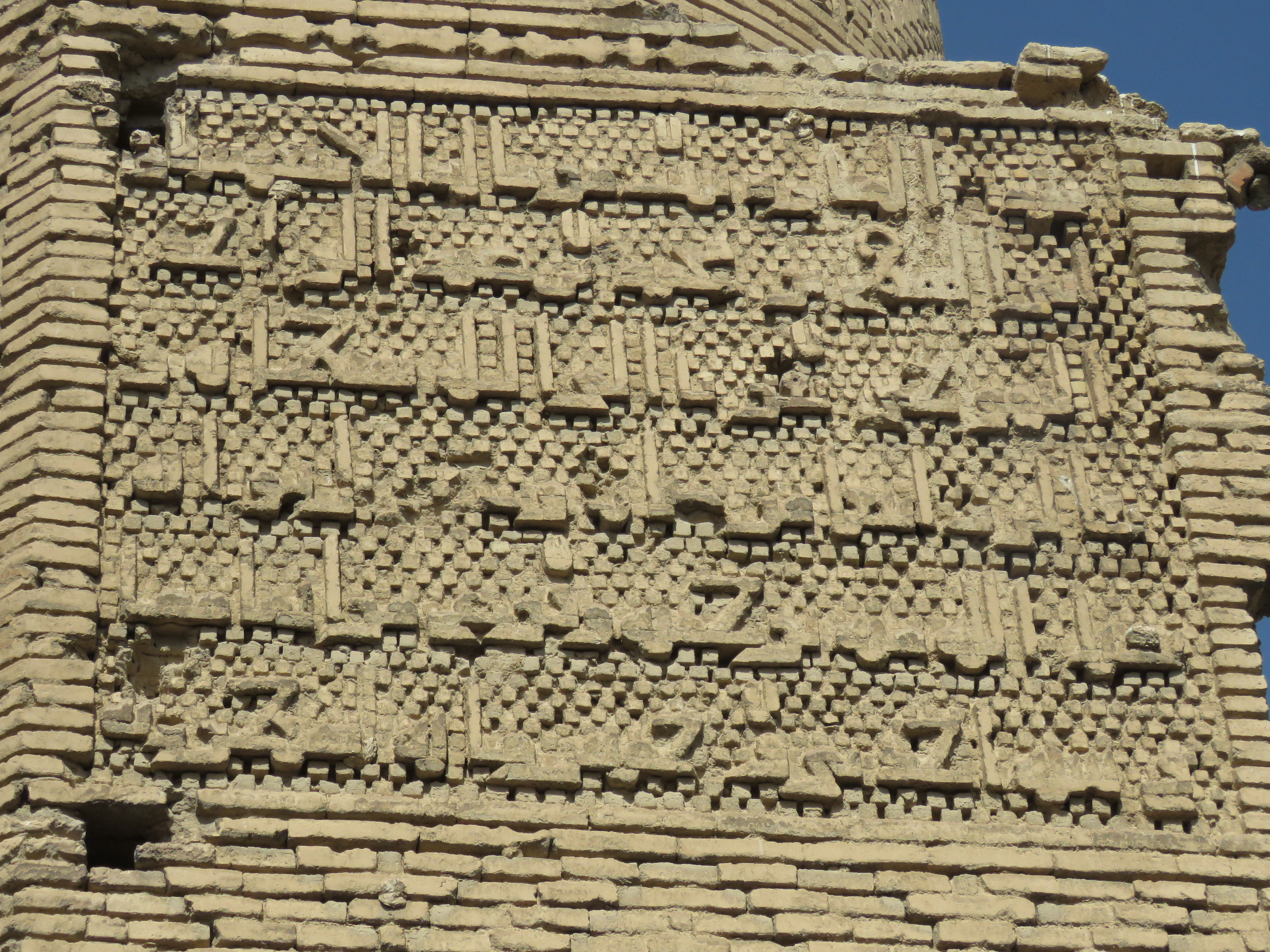
کتیبهٔ کوفی که به سال ۵۰۱ قمری اشاره می‌کند.